# Liassine Cadamuro-Bentaïba
Liassine Cadamuro-Bentaïba (arab. لياسين كادامورو بن طيبة, Layāsīn Kādāmūrū Bin Ṭaybah; ur. 5 marca 1988 w Tuluzie) – piłkarz algierski grający na pozycji środkowego obrońcy w Istres FC.

## Kariera piłkarska
Cadamuro-Bentaïba urodził się w Tuluzie. Jego ojciec jest Włochem a matka pochodzi z Algierii. Swoją karierę rozpoczął w klubie FC Sochaux-Montbéliard. W 2005 roku został zawodnikiem zespołu rezerw Sochaux i grał w nich do 2008 roku.
Następnie w 2008 roku Cadamuro-Bentaïba przeszedł do Realu Sociedad. Przez pierwsze trzy sezony grał w rezerwach Realu. Latem 2011 awansował do kadry pierwszego zespołu Realu. 10 września 2011 roku zadebiutował w nim w rozgrywkach Primera División w zremisowanym 2:2 domowym meczu z Barceloną. Z Sociedadu był wypożyczony do RCD Mallorca i CA Osasuna.
W latach 2015–2017 grał w szwajcarskim Servette FC, a w 2017 trafił do Nîmes Olympique.
| Sezon   | Klub                | Kraj       | Rozgrywki          | Mecze | Bramki |
| ------- | ------------------- | ---------- | ------------------ | ----- | ------ |
| 2005/06 | FC Sochaux B        | Francja    | CFA                | 2     | 0      |
| 2006/07 | FC Sochaux B        | Francja    | CFA                | 2     | 0      |
| 2007/08 | FC Sochaux B        | Francja    | CFA                | 14    | 0      |
| 2008/09 | Real Sociedad B     | Hiszpania  | Segunda División B | 27    | 0      |
| 2009/10 | Real Sociedad B     | Hiszpania  | Tercera División   | 29    | 1      |
| 2010/11 | Real Sociedad B     | Hiszpania  | Segunda División B | 24    | 2      |
| 2011/12 | Real Sociedad       | Hiszpania  | Primera División   | 19    | 0      |
| 2012/13 | Real Sociedad       | Hiszpania  | Primera División   | 4     | 0      |
| 2013/14 | Real Sociedad       | Hiszpania  | Primera División   | 4     | 0      |
| 2014/15 | RCD Mallorca        | Hiszpania  | Segunda División   | 8     | 0      |
| 2014/15 | CA Osasuna          | Hiszpania  | Segunda División   | 15    | 0      |
| 2015/16 | Servette FC         | Szwajcaria | 1. Liga Promotion  | 8     | 5      |
| 2016/17 | Servette FC         | Szwajcaria | Challenge League   | 20    | 4      |
| 2017/18 | Servette FC         | Szwajcaria | Challenge League   | 1     | 0      |
| 2017/18 | Nîmes Olympique     | Francja    | Ligue 2            | 17    | 1      |
| 2018/19 | Gimnàstic Tarragona | Hiszpania  | Segunda División   | 9     | 0      |

## Kariera reprezentacyjna
W reprezentacji Algierii Cadamuro-Bentaïba zadebiutował 29 lutego 2012 w wygranym 2:1 meczu kwalifikacji do Pucharu Narodów Afryki 2013 z Gambią, rozegranym w Bandżulu.